# 朝日町 (名古屋市)
朝日町（あさひちょう）は、愛知県名古屋市中区にあった地名。現在の錦三丁目の一部に相当する。1丁目から4丁目まで設定されていた。

## 地理
名古屋市中区中央部に位置していた。江戸時代には桜の町筋と本重町筋との三丁を町域としていたが、明治4年に本重町筋から広小路までの三丁を町域とする山田町を併合したため、廃止当時は東は神楽町1丁目・宝町2丁目・東本重町5丁目・小市場町4丁目、西は宮町4丁目・宝町1丁目・東本重町4丁目・蒲焼町4丁目、北は大津町5丁目に接していた。

## 歴史
江戸時代には朝日町・山田町と称していた町域が明治4年に合併し、昭和41年の住居表示の実施により錦三丁目となったものである。山田町蒲焼町筋以北には愛知郡栄（さこ）村（現中村区）の百姓が多く商売をしたことにより、栄（さかえ）町との別名があったという。また、山田町大津町筋にも天冠町の別名があったが、こちらの由来は不明である。

### 地名の由来
当町は清洲越しの際、清州の朝日村出町が移転したものであり、名称も旧町に由来する。

### 沿革
- 1613年（慶長18年）- 前津村の一部だった当地に武家屋敷が作られる（旧山田町）[2]。
- 1617年（元和3年）- 笹の茂る野原に過ぎなかった当地に清州より町が移り、朝日町と称する[2]。
- 1660年（万治3年）- 火事により武家屋敷が焼失[2]。復興の際武家屋敷を東新町・西新町に移し、代わりに広小路拡幅による代替地として町人が移り住んだ[2]。山田町の名称はこのときに「山田畑のあと」の意で名付けられたものであるという[2]。
- 1871年（明治4年）9月29日[1] - 朝日町の一部が大津町に編入され、また、朝日町が山田町を併合する[4]。
- 1908年（明治41年）4月1日 - 東区成立に伴い、同区朝日町となる[1]。
- 1944年（昭和19年）2月11日 - 栄区成立に伴い、同区朝日町となる[1]。
- 1945年（昭和20年）11月3日 - 栄区廃止に伴い、中区朝日町となる[1]。
- 1948年（昭和23年）4月15日 - 3丁目12番地において、名古屋市立交通高等学校が設置される[5]。西区那古野町2丁目9番地において1935年（昭和10年）3月29日に開校した私立名古屋市電気局青年訓練所（4月1日に私立名古屋市電気局青年学校と改称）と、同年7月に青年学校に併設された女子教養所を統合し、名古屋市八重国民学校跡地に移転新設されたものである[5]。交通局勤務職員に対する高等教育を目的とした5年制の学校で、変則勤務により一般の定時制高校に入学することが困難である事情を汲んだものであった[6]。
- 1949年（昭和24年） - 愛知トマト株式会社（現カゴメ）本社が朝日町2丁目に設置される[7]。
- 1954年（昭和29年）3月31日 - 名古屋市立交通高等学校が廃止される[8]。
- 1966年（昭和41年）3月30日 - 住居表示の実施に伴い、錦三丁目に編入され、消滅[1]。

## 施設
- 真宗大谷派光円寺[4]
- 曹洞宗禅芳寺[4]
- 浄土宗円輪寺[4]
- 八重尋常小学校[9]
- 名古屋市立交通高等学校[5]